# Albert Haynesworth
Albert George Haynesworth III (Hartsville, 17 giugno 1981) è un ex giocatore di football americano statunitense che ha militato nel ruolo di defensive tackle nella National Football League. Al college giocò a football a Tennessee.

## Carriera
Haynesworth fu scelto dai Tennessee Titans nel corso del primo giro (15º assoluto) del Draft NFL 2002, trascorrendovi sette stagioni. Inserito nel First-team All-Pro nel 2007 e 2008 e considerato "il defensive tackle più dominante della lega", Haynesworth fu il free agent più corteggiato alla fine della stagione 2008, finendo per firmare un contratto di sette anni del valore di 100 milioni di dollari coi Washington Redskins nel febbraio 2009. Vi giocò però meno di due stagioni complete e da allora la sua acquisizione da parte della franchigia è ampiamente considerata la peggiore firma di un free agent nella storia della NFL.

## Palmarès
- Convocazioni al Pro Bowl: 2

2007, 2008
- First-team All-Pro: 2

2007, 2008

## Statistiche
| Tackle totali  | 347  |
| Sack           | 30,5 |
| Fumble forzati | 6    |